# Alfred Califice
 (juin 2020).
Si vous disposez d'ouvrages ou d'articles de référence ou si vous connaissez des sites web de qualité traitant du thème abordé ici, merci de compléter l'article en donnant les références utiles à sa vérifiabilité et en les liant à la section « Notes et références ».
Alfred Califice, né le 2 octobre 1916 à Melen et mort à Charleroi le 10 mars 1999, est un homme politique belge de tendance démocrate-chrétienne et un militant wallon.

## Biographie
Membre du Parti catholique social de 1933 à 1940, il adhère à l’Union démocratique belge puis est membre du comité de Charleroi du PSC en 1946. Il s'engage dans le syndicalisme, est secrétaire permanent de la CSC de 1946 à 1965). Il est  vice-président du Mouvement ouvrier chrétien en 1964. En 1965, quand Oscar Behogne est en fin de carrière, Califice devient député de Charleroi. Il le restera jusqu'en  1978, puis sera sénateur de 1978 à 1985.
Il assiste au Congrès national wallon de 1945, Alfred Califice relance Rénovation wallonne avec Joseph Bercy, en 1961 lors de la Grève générale de l'hiver 1960-1961. Dès 1963, il rejette le fédéralisme provincial du MOC et réclame la mise en place d'un pouvoir wallon capable de faire face aux question démographiques, économiques, d'infrastructures et culturelles qui se posent à la Wallonie. À la Chambre, il ajoute son vote à ceux qui parmi les socialistes et les chrétiens s'opposent à une réforme fiscale du Gouvernement de Pierre Harmel en 1965. Il ne cesse de réclamer le fédéralisme, de critiquer le Benelux. Avec André Magnée et Victor Barbeaux, il s'abstient lors du vote de confiance au gouvernement Eyskens-Merlot en juillet 1968. Il s'oppose également au PSC sur la question des Fourons, la liberté des langues à Bruxelles et celle de Louvain. En 1970, il préconise la reconnaissance de trois États fédérés avec leur parlement. Au sein du Parti social-chrétien (PSC), il presse Léon Servais de prendre en considération la problématique wallonne. En 1971, Il projette de constituer un mouvement Démocratie chrétienne pour la Wallonie et Bruxelles (DCWB).
Il est secrétaire d’État adjoint au ministre des Travaux publics Jos De Saeger dans le gouvernement Eyskens-Cools II, gouvernement qui dure dix mois. En 1973, il est ministre des Travaux publics dans le gouvernement d’Edmond Leburton. Il est critiqué par le Rassemblement wallon sur la politique de l’eau et de construction de barrages en Ardenne. Il est ministre des Affaires wallonnes dans le gouvernement de Léo Tindemans avec le Rassemblement wallon de 1974 à 1977). Il devient le premier président du Comité ministériel des Affaires wallonnes, dans le cadre de la régionalisation provisoire que le Rassemblement wallon put imposer en l'absence d'une majorité des deux tiers vu la présence des socialistes dans l'opposition. Il s'oppose à l'arrivée de Jean Gol, François Perin et Étienne Knoops qui dans un premier temps avaient cherché à rallier le PSC, notamment parce que, à l'époque, il s'effrayait de voir les membres de gauche du PSC rallier le Rassemblement wallon. Il devient Ministre d’État en 1983.

## Distinctions
- Officier du Mérite wallon (O.M.W.) (à titre posthume en 2012).